# Gibosia perspicillata
Gibosia perspicillata är en bäcksländeart som beskrevs av František Klapálek 1916. Gibosia perspicillata ingår i släktet Gibosia och familjen jättebäcksländor. Inga underarter finns listade i Catalogue of Life.